# 十字架島站
十字架島站（羅馬化：Krestovsky octrov）是聖彼得堡地鐵伏龍芝－海濱線的一個車站。十字架島站的站名來自於其所在地十字架島，開通於1999年9月3日。